# Tiefgraben
Tiefgraben est une commune autrichienne du district de Vöcklabruck en Haute-Autriche.

## Géographie
Localités de Tiefgraben :
- Gaisberg
- Guggenberg
- Hof
- Tiefgraben